# Kawabe Torashirō
Kawabe Torashirō (河辺 虎四郎 Hà Biên Hổ Tứ Lang) (sinh ngày 25 tháng 9 năm 1890 mất ngày 25 tháng 6 năm 1960), Trung tướng trong Lục quân Đế quốc Nhật Bản, giữ chức Phó Tham mưu trưởng của Bộ Tổng Tham mưu Lục quân Đế quốc Nhật Bản. Ông là em trai của Đại tướng Kawabe Masakazu.

## Tiểu sử
Sinh ra ở tỉnh Toyama, Kawabe tốt nghiệp khóa 24 Trường Sĩ quan Lục quân (Đế quốc Nhật Bản) năm 1912, thiên tài trong lĩnh vực Pháo binh. Năm 1915, hoàn tất khóa học tại Trường Pháo binh và kĩ sư, sau này tốt nghiệp tiếp khóa 33 trường Đại học Lục quân (Đế quốc Nhật Bản) năm 1921. Từ năm 1922- 1925, ông nằm trong Ban điều hành của Tổng Tham mưu Quân đội.
Được phân công làm nhân viên thường trú tại Riga, Latvia năm 1926, Kawabe nghiên cứu tình hình tại Liên Xô trong hai năm trước khi trở về Nhật Bản. Kawabe lên chức Thiếu tá, trở thành một giảng viên về kĩ thuật tác chiến ở trường Đại học Lục quân (Đế quốc Nhật Bản) từ giữa năm 1928- 1929, trước khi về lại Bộ Tổng Tham mưu Lục quân Đế quốc Nhật Bản.
Ba năm sau, Kawabe đến Moskva với vai trò Quan sát viên Quân sự, cho đến năm 1934, khi ông chuyển đến làm nhân viên và trưởng phòng tình báo của Đạo quân Quan Đông. Năm 1935, được thăng chức Đại tá. Trong thời gian làm việc ở Đạo quân Quan Đông, Kawabe tham gia vào những nỗ lực của chính phủ Nhật Bản, thông qua chính quyền địa phương Trung Quốc Li Shou Hsin, để giành quyền kiểm soát tỉnh Chahar phía đông bắc Nội Mông Cổ.
Chỉ huy một Trung đoàn Pháo binh thuộc Sư đoàn Vệ binh Hoàng gia trong một thời gian ngắn, Kawabe được bổ nhiệm làm thành viên Tổng Tham mưu lãnh đạo Hội đồng Chiến tranh, sau Sự kiện Lư Câu Kiều, ông là một trong số ít những sĩ quan cao cấp về phe Đại tướng Ishihara Kanji phản đối việc Nhật Bản đi sâu hơn vào Trung Quốc.
Năm 1938, ông được thăng chức Thiếu tướng, Kawabe một lần nữa được cử ra nước ngoài với vai trò Quan sát viên Quân sự, lần này ông đến Berlin, Đức và đến Budapest, Hungary trong hai năm. Trước khi Nhật Bản tham chiến Chiến tranh thế giới thứ hai ông được gọi về. Đầu năm 1941, ông giữ chức Tổng Tư lệnh Quốc phòng. Cùng năm đó ông được thăng chức Trung tướng và kiêm của chức Tổng Thanh tra Hàng không. Năm 1943, ông chỉ huy Quân đoàn 2 Không quân và năm 1944, ông quay lại với nhiệm vụ tổng thanh tra.
Tháng 4 năm 1945, Kawabe được bổ nhiệm làm Phó Tham mưu trưởng của Bộ Tổng Tham mưu Lục quân Đế quốc Nhật Bản. Ông dẫn đầu đoàn đại biểu Nhật Bản đến Manila đàm phán với tướng Douglas MacArthur về việc đầu hàng của Nhật Bản.

### Sách
- Dupuy, Trevor N. (1992). Encyclopedia of Military Biography. I B Tauris & Co Ltd. ISBN 1-85043-569-3.
- Frank, Richard B. (1999). Downfall: the End of the Imperial Japanese Empire. Penguin, non-classics. ISBN 0141001461.
- Hayashi, Saburo (1959). Kogun: The Japanese Army in the Pacific War. Cox, Alvin D. Quantico, VA: The Marine Corps Association.